# WandaVision
WandaVision je americký televizní seriál, natočený na motivy postav z komiksů vydavatelství Marvel Comics. Autorkou seriálu, který je součástí franšízy a fikčního světa Marvel Cinematic Universe, je Jac Schaefferová. Uváděn byl v roce 2021 na službě Disney+, celkem vzniklo devět dílů. Objednání pořadu oznámily společnosti The Walt Disney Company a Marvel Studios 12. dubna 2019. Jedná se o první seriál, který je zaměřený na hlavní postavy z filmů Marvel Cinematic Universe.

## Příběh
Tři týdny po událostech filmu Avengers: Endgame žije Wanda Maximoff s Visionem v rodinné domácnosti v idylickém městečku Westview v New Jersey a před dotěrnými sousedy se snaží zakrýt svou pravou totožnost. Vision ale zpočátku neví, že Wanda si pomocí svých schopností vytvořila svou vlastní realitu, aby mohla žít se svou rodinou v klidu a míru, jelikož o celou rodinu přišla. Později zjistí, že Vision, ani jejich děti nejsou skuteční, jelikož si je Wanda vytvořila s pomocí svých schopností. Mezi tím Monica Rambeau a agent Woo zjistí, že město Westview je skryté pod bariérou. Monica se skrze bariéru dostane do Wandou upravené reality Westview a stane se z jednou z postav Wandina světa. Agent Woo povolá agenty S.W.O.R.D. a Darcy Lewisovou. Ta zjistí, že záření, které vychází z bariéry, má možnost zachytit starý televizor, a tak požádá o jeden takový. V televizi pak sledují Wandin život v podobě starých sitcomů, které Wanda jako malá dostala od otce na videu, aby se naučila anglicky.

## Stylizace
Jednotlivé díly seriálu, respektive část děje, odehrávající se uvnitř Wandina světa, jsou stylizovány jako epizody různých amerických televizních seriálů od 50. let do současnosti. Stylizaci odpovídá jak oblečení a rekvizity, tak dikce a stavba děje, ale i formát a barevnost.

## Obsazení
- Elizabeth Olsenová jako Wanda Maximoff / Scarlet Witch
- Paul Bettany jako Vision
- Debra Jo Ruppová jako paní Hart / Sharon Davis
- Fred Melamed jako Arthur Hart / Todd Davis
- Kathryn Hahnová jako Agnes / Agatha Harkness
- Teyonah Parrisová jako Geraldine / Monica Rambeau
- Randall Park jako agent Jimmy Woo
- Kat Denningsová jako Darcy Lewis
- Evan Peters jako Pietro Maximoff / Ralph Bohner

## Seznam dílů
| Č. v seriálu | Původní název                        | Český název                              | Režie        | Scénář                               | Premiéra v USA |
| ------------ | ------------------------------------ | ---------------------------------------- | ------------ | ------------------------------------ | -------------- |
| 1            | Filmed Before a Live Studio Audience | Natočeno před živým publikem             | Matt Shakman | Jac Schaefferová                     | 15. ledna 2021 |
| 2            | Don't Touch That Dial                | Nesahej na ten ovladač                   | Matt Shakman | Gretchen Endersová                   | 15. ledna 2021 |
| 3            | Now in Color                         | Nyní barevně                             | Matt Shakman | Megan McDonnellová                   | 22. ledna 2021 |
| 4            | We Interrupt This Program            | Přerušujeme vysílání                     | Matt Shakman | Bobak Esfarjani a Megan McDonnellová | 29. ledna 2021 |
| 5            | On a Very Special Episode…           | Ve speciálním dílu…                      | Matt Shakman | Peter Cameron a Mackenzie Dohrová    | 5. února 2021  |
| 6            | All-New Halloween Spooktacular!      | Zcela nový halloweenský strašidelný díl! | Matt Shakman | Chuck Hayward a Peter Cameron        | 12. února 2021 |
| 7            | Breaking the Fourth Wall             | Proboření čtvrté stěny                   | Matt Shakman | Cameron Squires                      | 19. února 2021 |
| 8            | Previously On                        | V předchozích dílech jste neviděli       | Matt Shakman | Laura Donneyová                      | 26. února 2021 |
| 9            | The Series Finale                    | Finále seriálu                           | Matt Shakman | Jac Schaefferová                     | 5. března 2021 |